# Distribuzione normale multivariata

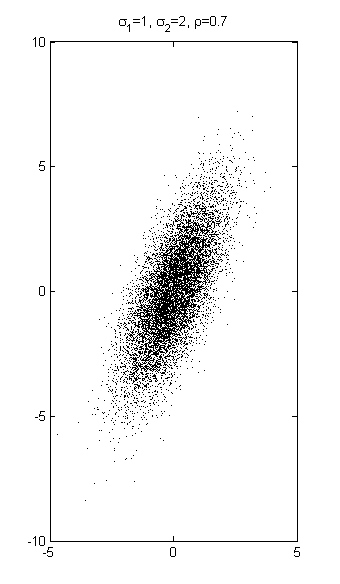
Funzione di densità di una normale multivariata

In teoria della probabilità e statistica, la distribuzione normale multivariata o distribuzione gaussiana multivariata o vettore gaussiano è una generalizzazione della distribuzione normale (univariata) a dimensioni più elevate. Una definizione è che un vettore di variabili aleatorie ha una distribuzione normale k-variata se ogni combinazione lineare delle sue k componenti ha distribuzione normale univariata. La sua importanza deriva principalmente dal teorema del limite centrale multivariato. La distribuzione normale multivariata è spesso utilizzata per descrivere, almeno approssimativamente, un qualunque insieme di variabili aleatorie a valori reali (possibilmente) correlate, ognuna delle quali è clusterizzata attorno ad un valore medio.

## Definizioni

### Notazione e parametrizzazione
La distribuzione normale multivariata di un vettore aleatorio k-dimensionale {\displaystyle \mathbf {X} =(X_{1},\ldots ,X_{k})^{\mathrm {T} }} può essere scritta secondo la notazione:
{\displaystyle \mathbf {X} \ \sim \ {\mathcal {N}}({\boldsymbol {\mu }},\,{\boldsymbol {\Sigma }}),}
o, per rendere esplicito il fatto che {\displaystyle \mathbf {X} } sia k-dimensionale,
{\displaystyle \mathbf {X} \ \sim \ {\mathcal {N}}_{k}({\boldsymbol {\mu }},\,{\boldsymbol {\Sigma }}),}
con un vettore della media di dimensione k
{\displaystyle {\boldsymbol {\mu }}=\operatorname {E} [\mathbf {X} ]=(\operatorname {E} [X_{1}],\operatorname {E} [X_{2}],\ldots ,\operatorname {E} [X_{k}])^{\textbf {T}},}
e matrice di covarianza di dimensione {\displaystyle k\times k}
{\displaystyle \Sigma _{i,j}:=\operatorname {E} [(X_{i}-\mu _{i})(X_{j}-\mu _{j})]=\operatorname {Cov} [X_{i},X_{j}]}
per cui {\displaystyle 1\leq i,j\leq k.} La matrice inversa della matrice di covarianza è chiamata matrice di precisione, e si indica come {\displaystyle {\boldsymbol {Q}}={\boldsymbol {\Sigma }}^{-1}}.

### Vettore aleatorio normale standard
Un vettore aleatorio a valori reali  {\displaystyle \mathbf {X} =(X_{1},\ldots ,X_{k})^{\mathrm {T} }} è detto vettore aleatorio normale standard se tutte le sue componenti {\displaystyle X_{n}} sono indipendenti e ognuna è una variabile aleatoria normale di valore medio nullo e varianza unitaria, cioè se {\displaystyle X_{n}\sim \ {\mathcal {N}}(0,1)} per tutti i valori di {\displaystyle n}.p. 454

### Vettore aleatorio normale centrato
Un vettore aleatorio a valori reali {\displaystyle \mathbf {X} =(X_{1},\ldots ,X_{k})^{\mathrm {T} }} è chiamato vettore aleatorio normale centrato se esiste una matrice deterministica {\displaystyle {\boldsymbol {A}}} di dimensione {\displaystyle k\times \ell } tale per cui {\displaystyle {\boldsymbol {A}}\mathbf {Z} } ha la stessa distribuzione di {\displaystyle \mathbf {X} } dove {\displaystyle \mathbf {Z} } è un vettore aleatorio normale standard con {\displaystyle \ell } componenti.p. 454

### Vettore aleatorio normale
Un vettore aleatorio a valori reali {\displaystyle \mathbf {X} =(X_{1},\ldots ,X_{k})^{\mathrm {T} }} è detto vettore aleatorio normale se esistono un vettore aleatorio {\displaystyle \ell }-dimensionale {\displaystyle \mathbf {Z} }, che è un vettore aleatorio normale standard, un vettore {\displaystyle k}-dimensionale {\displaystyle \mathbf {\mu } }, e una matrice {\displaystyle {\boldsymbol {A}}} di dimensione {\displaystyle k\times \ell }, tale per cui {\displaystyle \mathbf {X} ={\boldsymbol {A}}\mathbf {Z} +\mathbf {\mu } }.p. 455p. 454
Formalmente:
{\displaystyle \mathbf {X} \ \sim \ {\mathcal {N}}(\mathbf {\mu } ,{\boldsymbol {\Sigma }})\quad \iff \quad {\text{esiste }}\mathbf {\mu } \in \mathbb {R} ^{k},{\boldsymbol {A}}\in \mathbb {R} ^{k\times \ell }{\text{ tale per cui }}\mathbf {X} ={\boldsymbol {A}}\mathbf {Z} +\mathbf {\mu } {\text{ per }}Z_{n}\sim \ {\mathcal {N}}(0,1),{\text{i.i.d.}}}
Da qui la matrice delle covarianze è {\displaystyle {\boldsymbol {\Sigma }}={\boldsymbol {A}}{\boldsymbol {A}}^{\mathrm {T} }}.
Nel caso degenere in cui la matrice delle covarianze fosse singolare, la distribuzione corrispondente non ha densità; vedi la sezione seguente per dettagli. Questa situazione capita frequentemente in statistica; per esempio, nella distribuzione dei vettori dei residui nel metodo di regressione dei minimi quadrati ordinario. Le {\displaystyle X_{i}} in genere non sono indipendenti; possono essere visti come il risultato dell'applicazione della matrice {\displaystyle {\boldsymbol {A}}} all'insieme delle variabili gaussiane indipendenti {\displaystyle \mathbf {Z} }.

### Definizioni equivalenti
Le seguenti definizioni sono equivalenti alla definizione data in precedenza. Un vettore aleatorio {\displaystyle \mathbf {X} =(X_{1},\ldots ,X_{k})^{T}} ha una distribuzione normale multivariata se soddisfa una delle seguenti condizioni equivalenti.
- Ogni combinazione lineare {\displaystyle Y=a_{1}X_{1}+\cdots +a_{k}X_{k}} delle proprie componenti è normalmente distribuita. Cioè, per un qualunque vettore costante {\displaystyle \mathbf {a} \in \mathbb {R} ^{k}}, il valore aleatorio {\displaystyle Y=\mathbf {a} ^{\mathrm {T} }\mathbf {X} } ha una distribuzione normale univariata, dove una distribuzione normale univariata con varianza nulla è un punto materiale sulla sua media.
- Esistono un vettore k-dimensionale {\displaystyle \mathbf {\mu } } e una matrice di dimensione {\displaystyle k\times k} simmetrica e positiva semidefinita {\displaystyle {\boldsymbol {\Sigma }}}, tali per cui la funzione caratteristica di {\displaystyle \mathbf {X} } è

{\displaystyle \varphi _{\mathbf {X} }(\mathbf {u} )=\exp {\Big (}i\mathbf {u} ^{T}{\boldsymbol {\mu }}-{\tfrac {1}{2}}\mathbf {u} ^{T}{\boldsymbol {\Sigma }}\mathbf {u} {\Big )}.}
La distribuzione normale sferica può essere caratterizzata come l'unica distribuzione in cui le componenti siano indipendenti in un qualunque sistema di coordinate cartesiano.